# Joaquim António de Aguiar
Joaquim António de Aguiar (Coimbra, 24 agosto 1792 – Lavradio, 26 maggio 1884) è stato un politico portoghese.

## Biografia
Fu uno dei leader cartisti e in seguito appartenne al Partido Regenerador. Fu per tre volte primo ministro del Portogallo (1841–1842, 1860 e 1865–1868, in quest'ultimo periodo presiedette il Governo da Fusão, un esecutivo di coalizione fra il Partido Regenerador con il Partido Progressista. Durante la sua carriera politica assunse anche varii incarichi ministeriali, segnatamente fu ministro della giustizia e degli affari ecclesiastici durante la reggenza di Pietro IV. Fu in questa veste che promulgò la famosa legge del 30 maggio 1834, con la quale dichiarava estinti «tutti i conventi, monasteri, collegi, ospizi e qualsiasi altra casa degli ordini religiosi regolari», secolarizzando e incamerando nel demanio i beni degli ordini religiosi. Questa legge, per il suo spirito anticlericale, gli valse il soprannome di Mata-Frades ("ammazzafrati").
Nacque a Coimbra, il 24 agosto 1792, figlio di Teresa Angélica de Aguiar e del chirurgo Xavier António de Aguiar, che appartenevano all'alta nobiltà portoghese: entrambi i genitori erano radicati nella nobiltà locale e godevano di grande rispetto.
Quando nel 1807 frequentava ancora gli studi propedeutici per l'ingresso all'Università di Coimbra, avvenne la prima invasione del Portogallo da parte delle truppe francesi di Napoleone Bonaparte, al comando del generale Jean-Andoche Junot. Abbandonò allora gli studi e si arruolò nel Batalhão Académico di Coimbra e partecipò come soldato nella Guerra d'indipendenza spagnola.
Terminato il conflitto, tornò a Coimbra e s'immatricolò nel corso di giurisprudenza, concludendo brillantemente il corso, dopo aver superato tutti gli esami promosso all'unanimità e premiato negli ultimi anni. Ottenne il massimo dei voti. Sebbene inizialmente volesse entrare nella magistratura, finì per restare all'Università, dove conseguì il titolo dottorale nel 1815.
Dopo il dottorato fu "oppositore" in una delle cattedre della facoltà, ottenendo un voto unanime del senato accademico. Cominciò quindi la sua carriera di docente, a cui si aggiungevano gli impieghi di avvocato del demanio e di archivista dell'Università.
Noto per le sue idee liberali, fu escluso nella nomina ad un posto nei Collegi di San Pietro e di San Paolo dell'Università di Coimbra, a favore di altri candidati di minor merito. Il caso fu portato dinanzi al Parlamento, riunito a Lisbona in seguito alla Rivoluzione liberale del 1820, che deliberò, dopo un accalorato dibattito, di ammetterlo, senza altre formalità nel posto a cui concorreva. In risposta, Joaquim António de Aguiar pubblicò nel settembre del 1822 un libretto in cui esponeva le sue idee liberali.
Quando nel 1823 fu ristabilito il governo miguelista, per decreto dell'8 novembre 1823 fu espulso dal collegio e dovette abbandonare la docenza e trovar rifugio a Porto. Tornato l'assolutismo, dopo aver professato pubblicamente le sue idee liberali, non gli restava che emigrare e così fece.
Nel 1826 fu proclamato il governo di Pietro IV, allora tornò a Coimbra, dove in aprile fu nominato docente alla facoltà di giurisprudenza. Nello stesso anno fu eletto deputato per la provincia di Beira, dove ebbe un seggio a partire dal 13 marzo. Si rivelò un parlamentare combattivo e un abile oratore, difendendo i principii liberali della monarchia costituzionale rappresentativa. Restò in parlamento fino al 1828, anno in cui la Camera fu sciolta per ordine del re Michele.
Tornò allora a Coimbra, da dove gli fu notificato l'esilio a Tabuaço. Non considerando prudente recarsi colà, raggiunse Porto, da dove emigrò a Londra. Nel frattempo fu dichiarato ribelle in Portogallo ed espulso per sempre dall'Università di Coimbra.
Nell'ambito dell'emigrazione liberale portoghese a Londra esercitò un ruolo attivo, come alleato di Pedro de Sousa Holstein nella conduzione della politica del governo in esilio e nella preparazione teorica del liberalismo in Portogallo.
Partecipò alla spedizione di soccorso all'isola di Terceira al comando di João Oliveira e Daun, duca di Saldanha e che fallì per il blocco britannico imposto alle forze liberali stanziate nelle Azzorre. Dovette allora riparare a Brest, da dove riuscì ad imbarcarsi per Terceira. Si arruolò nel Corpo dei Volontari della Regina, ma fu trasferito al Corpo Accademico stanziato a Praia.
Durante l'Assedio di Porto fu nominato giudice del Tribunale di Guerra e di Giustizia e membro della commissione incaricata di elaborare il codice penale e il codice commerciale.
Fu per la prima volta nominato membro del governo il 15 ottobre 1833, con l'incarico di ministro del Regno, ma il 23 aprile 1834 fu trasferito all'incarico di ministro della giustizia e degli affari ecclesiastici, posto che mantenne fino alla morte di Pietro IV nel settembre dello stesso anno.
In questo breve periodo volle procedere alla riorganizzazione dei comuni e alla soppressione degli ordini religiosi, ordinando di incamerarne i beni nel demanio. Questa legge suscitò una forte reazione nel paese, particolarmente fra i conservatori e nell'ambito rurale e gli valse il nomignolo di Mata-Frades ("ammazzafrati") che conserverà per tutta la sua carriera politica. Dopo aver lasciato il governo, si dedicò nuovamente all'attività parlamentare.
Il 20 aprile 1836 tornò al governo, assumendo di nuovo l'incarico di ministro della giustizia e degli affari ecclesiastici, ma il gabinetto fu obbligato a dimettersi in seguito ai fatti di settembre. Si rifiutò di accettare la revoca della Costituzione del 1826, per cui si dimise dal Tribunale Supremo e si ritirò dalla vita pubblica.
Solo quando la Costituzione del 1838 fu giurata, mantenendosi fedele ai propri principii e al trono, accettò di riprendere il suo seggio alla Camera come deputato di Coimbra, Lamego e Vila Real. Con la legge del 28 agosto 1840 fu reintegrato nel Tribunale Supremo.
Il 9 luglio 1841 fu nominato primo ministro e ministro del Regno, mantenendo l'incarico fino al 7 febbraio 1842. Nello stesso anno fu eletto deputato per l'Estremadura e l'Alentejo, esercitando un ruolo di primo piano nell'opposizione.
Tornò al potere il 19 luglio 1846, nel governo presieduto dal duca di Palmela, essendogli affidato, nuovamente, il dicastero della giustizia. Il gabinetto ebbe vita breve, cadendo il 6 ottobre, ma Joaquim António de Aguiar riuscì a fare approvare una legge di riforma elettorale che voleva garantire la libertà di voto e punire la corruzione e le intimidazioni che dominavano le elezioni.
Dopo la Rivoluzione di Maria da Fonte Joaquim António de Aguiar fu nuovamente estromesso dal Tribunale Supremo, per essere subito reintegrato dopo la fine della rivoluzione.
Nel 1851 quando la Regeneração trionfò fu allontanato dalle alte sfere del potere, rimanendo tuttavia deputato. L'anno seguente, il 3 gennaio, fu elevato a Pari del Regno.
Il 9 novembre 1854 fu nominato provveditore della Santa Casa da Misericórdia di Lisbona, un'opera pia a favore di infermi e invalidi.
Il 1º maggio 1860 fu chiamato a presiedere il governo, che fu effimero, perché rassegnò le dimissioni il 4 luglio dello stesso anno.
Nel periodo acuto di instabilità della Monarchia costituzionale portoghese seguito al fallimento della Regeneração, tornò al potere, per l'ultima volta, il 4 settembre 1865, ma governò per pochi mesi, perché il 4 gennaio 1866 fu scalzato dai moti di Janeirinha.
Morì il 26 maggio 1884 nei dintorni di Lisbona. Il cadavere fu tumulato in una modesta sepoltura nel cimitero di Conchada, a Coimbra.